# 8 Eye's
8 Eye's (エイト・アイズ Eito Aizu?) este un joc video 2D creat de Thinking Rabbit pentru NES. Jocul dispune de 8 nivele ce pot fi jucate de unul sau doi jucători (multyplayer). De asemenea, jocul are și o gamă variată de piese compuse de Kenzou Kumei.
1. ↑  Pages in category "Post-apocalyptic video games" (în engleză)